# Landkreis Unterallgäu
Landkreis Unterallgäu is een Landkreis in de Duitse deelstaat Beieren. De Landkreis telt 146.164 inwoners (31 december 2020) op een oppervlakte van 1.230,24 km². Kreisstadt is de stad Mindelheim.

## Indeling

Unterallgäu is verdeeld in 52 gemeenten. Twee gemeenten hebben de status stad, terwijl twaalf gemeenten zich Markt mogen noemen. Het Landkreis omvat tevens een gebied dat niet gemeentelijk is ingedeeld.
Steden
1. Bad Wörishofen
2. Mindelheim

Märkte
1. Babenhausen
2. Bad Grönenbach
3. Dirlewang
4. Erkheim
5. Kirchheim in Schwaben
6. Legau
7. Markt Rettenbach
8. Markt Wald
9. Ottobeuren
10. Pfaffenhausen
11. Türkheim
12. Tussenhausen

Overige gemeenten
1. Amberg
2. Apfeltrach
3. Benningen
4. Böhen
5. Boos
6. Breitenbrunn
7. Buxheim
8. Egg an der Günz
9. Eppishausen
10. Ettringen
11. Fellheim
12. Hawangen
13. Heimertingen
14. Holzgünz
15. Kammlach
16. Kettershausen
17. Kirchhaslach
18. Kronburg
19. Lachen
20. Lauben
21. Lautrach
22. Memmingerberg
23. Niederrieden
24. Oberrieden
25. Oberschönegg
26. Pleß
27. Rammingen
28. Salgen
29. Sontheim
30. Stetten
31. Trunkelsberg
32. Ungerhausen
33. Unteregg
34. Westerheim
35. Wiedergeltingen
36. Winterrieden
37. Wolfertschwenden
38. Woringen

Niet gemeentelijk ingedeeld
1. Ungerhauser Wald (3,26 km²)

Aichach-Friedberg · Altötting · Amberg · Amberg-Sulzbach · Ansbach (stad) · Landkreis Ansbach · Aschaffenburg (stad) · Landkreis Aschaffenburg · Augsburg (stad) · Landkreis Augsburg · Bad Kissingen · Bad Tölz-Wolfratshausen · Bamberg (stad) · Landkreis Bamberg · Bayreuth (stad) · Landkreis Bayreuth · Berchtesgadener Land · Cham · Coburg (stad) · Landkreis Coburg · Dachau · Deggendorf · Dillingen an der Donau · Dingolfing Landau · Donau-Ries · Ebersberg · Eichstätt · Erding · Erlangen · Erlangen-Höchstadt · Forchheim · Freising · Feyung-Grafenau · Fürstenfeldbruck · Fürth (stad) · Landkreis Fürth · Garmisch-Partenkirchen · Günzburg · Haßberge · Hof (stad) · Landkreis Hof · Ingolstadt · Kaufbeuren · Kelheim · Kempten im Allgäu · Kitzingen · Kronach · Kulmbach · Landsberg am Lech · Landshut (stad) · Landkreis Landshut · Lichtenfels · Lindau · Main-Spessart · Memmingen · Miesbach · Miltenberg · Mühldorf am Inn · München · Landkreis München · Neuburg-Schrobenhausen · Neumarkt in der Oberpfalz · Neurenberg · Neustadt an der Aisch-Bad Windsheim · Neustadt an der Waldnaab · Neu-Ulm · Nürnberger Land · Oberallgäu · Ostallgäu · Passau (stad) · Landkreis Passau · Pfaffenhofen an der Ilm · Regen · Regensburg (stad) · Landkreis Regensburg · Rhön-Grabfeld · Rosenheim (stad) · Landkreis Rosenheim · Roth · Rottal-Inn · Schwabach · Schwandorf · Schweinfurt (stad) · Landkreis Schweinfurt · Starnberg · Straubing · Straubing-Bogen · Tirschenreuth · Traunstein · Unterallgäu · Weiden in der Oberpfalz · Weilheim-Schongau · Weißenburg-Gunzenhausen · Wunsiedel im Fichtelgebirge · Würzburg (stad) · Landkreis Würzburg
Amberg ·
Apfeltrach ·
Babenhausen ·
Bad Grönenbach ·
Bad Wörishofen ·
Benningen ·
Böhen ·
Boos ·
Breitenbrunn ·
Buxheim ·
Dirlewang ·
Egg a.d.Günz ·
Eppishausen ·
Erkheim ·
Ettringen ·
Fellheim ·
Hawangen ·
Heimertingen ·
Holzgünz ·
Kammlach ·
Kettershausen ·
Kirchhaslach ·
Kirchheim i.Schw. ·
Kronburg ·
Lachen ·
Lauben ·
Lautrach ·
Legau ·
Markt Rettenbach ·
Markt Wald ·
Memmingerberg ·
Mindelheim ·
Niederrieden ·
Oberrieden ·
Oberschönegg ·
Ottobeuren ·
Pfaffenhausen ·
Pleß ·
Rammingen ·
Salgen ·
Sontheim ·
Stetten ·
Trunkelsberg ·
Türkheim ·
Tussenhausen ·
Ungerhausen ·
Unteregg ·
Westerheim ·
Wiedergeltingen ·
Winterrieden ·
Wolfertschwenden ·
Woringen